# Jednostanični organizmi
Jedna od mogućih podjela živog svijeta je i prema građi tijela na jednostanične i višestanične organizme. Kao što ime kaže, jednostanični organizmi, ponekad i jednostaničari, imaju samo jednu jedinu stanicu, jedino se ponekad okupljaju u kolonije stanica. U novije vrijeme sve češće se ova skupina naziva i
U ovu neformalnu skupinu spadaju sve arhee, većina bakterija, neke gljive i mnogi protisti.
Ranije su se eukarioti dijelili samo na carstvo biljaka i carstvo životinja, što znači da su se i svi jednostanični organizmi dijelili na jednostanične biljke i jednostanične životinje. Tako su ameboidni organizmi smatrani životinjskim jednostaničnim organizmima, neke su se uvrštavale u razred eumicetozoe a bičaši (Flagellate) kao na primjer Euglena, ponekad jednostaničnim algama, a ponekad životinjama. Prema novijim pogledima, sve eukariotske jednostanične organizme svrstava se ili u carstvo protista ili protoctista.
Prema najnovijim spoznajama, eumicetozoe se smatra zasebnim carstvom. Iako se kod većine vrsta radi o jednostaničnim organizmima, ta stanica ima mnogo staničnih jezgri i može imati promjer i do 80 cm. Uvrštavanje u carstvo gljiva također nije realno prihvatljivo, jer su neke vrste ameboidne životinje.
Podjela na jednostanične i višestanične organizme je samo opisna i ne daje nikakvu informaciju o srodnosti, načinu života, unutrašnjoj građi ili načinu na koji se odvija razmjena tvari konkretnog organizma.

## Vanjske poveznice
Video o jednostaničarima